# Xiancheng, Guangdong
Xiancheng (kinesiska: 仙城) är en köping i sydöstra Kina. Den ligger i stadsdistriktet Chaonan i staden Shantou i provinsen Guangdong, omkring 310 kilometer öster om provinshuvudstaden Guangzhou. Antalet invånare är 91 109. Befolkningen består av 46 242 kvinnor och 44 867 män. Barn under 15 år utgör 31 %, vuxna 15-64 år 62 %, och äldre över 65 år 6,0 %.